# Does It Escape Again
ダズ・イット・エスケープ・アゲイン(Does It Escape Again)は、大阪を拠点に活動しているメタルコアバンドである。

## メンバー
- TAKU - Vocal ボーカル
- YUTA - ギター
- SHUNYA - ベース
- DAISUKE - ドラム

### 元メンバー
- NOB - ギターボーカル

## 歴史
2012年
- 4月 Does It Escape Again結成。
- 8月 1st DEMO"Burst into the silence unless this voice"を500枚限定無料配布開始。一ヶ月後に配布を終了。
- 12月 1st Single"[EYE]DENTITY"をリリース。同月13日にリリースイベント「[EYE]DENTITY」開催。

2013年
- 4月 "[EYE]DENTITY"リリースツアーファイナル"THE START OF DIPLOSOMIA"を開催。
- 6月  ギターボーカルのNOBが脱退。
- 8月 ”礎6th ANNIVERSARY special KNOW REASON WHY…vol.20”に出演。2nd DEMO"AMBITION NEVER DIES EP"を500枚限定)配布開始。約一ヶ月で配布を終了。
- 10月 TRIPLE VISION entertainment が企画/制作するコンピレーションCD「BRAT PACK 2013」に参加。[1]

2014年
- 4月 初全国流通EP"CDDA"のリリースを発表。同時に先行リリースパーティーを行う事を発表。[2]
- 6月 Does It Escape Again presents Debut EP lead release party -CODA- 開催。チケットはSOLD OUT。
- 10月 "MAXTREME RECORDS"と契約。Carousel Kings(US)Japan Tour Tokyoに出演決定。Crystal Lake’Cubes Tour 2014’Supported by Ollie 大阪公演にて"THE MEANINGLESS ART EP"を500枚会場限定でリリース発表。[3]
- 11月 EXPIRE(USA)Japan Tour 2014 大阪公演に出演。
- 12月 Reality Grey(Italy)Japan Tour 2014 名古屋公演に出演。

2015年
- 1月 The Great Divide(France) Japan Tour 2015の大阪公演に出演。
- 2月 BLOODAXE TOUR "HARM’S WAY(USA/Deathwish Inc.)" JAPAN TOUR 2015 大阪公演に出演決定。
- 3月 主催イベントDoes It Escape Again Presents."白の晩餐"#1を開催。チケットはSOLDOUT。
- 5月 Divine Society(大阪)とのツーマンショー"room208"を開催。チケットはSOLDOUT。

## ディスコグラフィ

### CD
- Burst into the silence unless this voice EP - 1st DEMO(500枚限定無料配布 - 2012年(廃盤)
- [EYE]DENTITY - 1st EP - 2012年(廃盤)
- AMBITION NEVER DIES EP - 2nd DEMO - 2013年
- BRAT PACK 2013 - コンピレーションCD - 2013年
- CODA - 全国流通1st EP - 2014年
- THE MEANINGLESS ART' - 500枚会場限定EP - 2014年